# Districtul Khun Tan
Khun Tan (în thailandeză ขุนตาล) este un district (Amphoe) din provincia Chiang Rai, Thailanda, cu o populație de 33.494 de locuitori și o suprafață de 234,0 km².

## Componență
Districtul este subdivizat în 3 subdistricte (tambon), care sunt subdivizate în 55 de sate (muban).
| Nr. | Nume     | În thailandeză | Sate | Locuitori |  |
| --- | -------- | -------------- | ---- | --------- |  |
| 1.  | Ta       | ต้า             | 20   | 13,091    |  |
| 2.  | Pa Tan   | ป่าตาล          | 14   | 8,119     |  |
| 3.  | Yang Hom | ยางฮอม         | 21   | 12,284    |  |